# География «Двенадцати королевств»

Стилизованная карта Двенадцати Королевств

География «Двенадцати королевств» — вымышленная география, описывающая континент и политические структуры государств из одноимённой серии фантастических романов японской писательницы Фуюми Оно.
Несмотря на название, мир Двенадцати Королевств состоит в общей сложности из тринадцати земель и представляет собой континент ромбовидной формы. В центре мира расположено Кокай (Жёлтое море) и Годзан — система из нескольких горных вершин, не принадлежащих ни одному королевству.
Кокай, несмотря на название, вовсе не является морем и представляет собой область лесов, болот, каменных пустошей и пустынь, в центре которой расположены пять горных вершин именуемых Годзан (Пять Гор или Пятигорье). Эта местность (Пять Гор и Жёлтое море) практически не населена (за исключением окрестностей горы Хо), и, по сути, являются островом, окружённым со всех сторон четырьмя внутренними морями Двенадцати Королевств: Чёрное море (север), Синее море (восток), Красное море (юг), Белое море (запад). Восемь из двенадцати королевств граничат, по крайней мере, с одним из этих морей, являясь сторонами и углами ромба-континента. Оставшиеся четыре королевства не являются частью континента и представляют собой четыре изолированных острова в Кёкай (Море Пустоты), омывающего Двенадцать Королевств со всех сторон.
Согласно сюжету романа, где-то на востоке Моря Пустоты находится Хоурай — неведомая земля, откуда приходят пришельцы-кайкяку.

## Кэй
Правитель: Ёко Накадзима (Сэкиси)
Тайхо: Кэйки
Кандзи: 慶 (ликование)

## Эн
Правитель: Наотака Сабуро Комацу (Сёрю)
Тайхо: Энки (Рокута)
Кандзи: 雁 (дикий гусь)

## Тай
Правитель: Саку Гёсо (пропал без вести)
Тайхо: Тайки (Канамэ Такасато), также известен как Коури
Кандзи: 戴 (обретение)

## Ко
Правитель: Тё, также известен как Саку-О (умер)
Тайхо: Корин (умерла)
Кандзи: 巧 (мастерство)

## Хо
Правитель: Тютацу, также известен как Рецу-О (умер)
Тайхо: Хорин (умерла)
Кандзи: 芳(душистый, ароматный)

## Рю
Правитель: Дзё Рохо
Тайхо: Рюки
Кандзи: 柳 (плакучая ива)

## Кё
Правитель: Сюсо
Тайхо: Кёки
Кандзи: 恭 (почтительность, уважение)

## Хан
Правитель: Го Рандзё
Тайхо: Ханрин, также известна как Рисецу
Кандзи: 範 (образец)

## Сай
Правитель: Коуко
Тайхо: Сайрин, также известна как Ёран
Кандзи: 才 (талант, дарование)

## Со
Правитель: Ро Сэнсин
Тайхо: Сорин, также известна как Соу-Соу
Кандзи: 奏 (музицировать, играть [на музыкальном инструменте])

## Рэн
Правитель: О Сэйтаку
Тайхо: Рэнрин
Кандзи: 漣 (рябь [на воде])

## Сюн
Правитель:
Тайхо: Сюнки
Кандзи: 舜 (легендарный правитель)